# Triunghiul lui Lozanić
În matematică triunghiul lui Lozanić este un tablou triunghiular cu coeficienți binomiali foarte asemănător cu triunghiul lui Pascal. Este numit după chimistul sârb Sima Lozanić, care l-a creat pentru cercetările sale privind simetria parafinelor (vechea denumire a alcanilor).
Primele linii ale triunghiul lui Lozanić sunt:
```
                                             1
                                          1     1
                                       1     1     1
                                    1     2     2     1
                                 1     2     4     2     1
                              1     3     6     6     3     1
                           1     3     9    10     9     3     1
                        1     4    12    19    19    12     4     1
                     1     4    16    28    38    28    16     4     1
                  1     5    20    44    66    66    44    20     5     1
               1     5    25    60   110   126   110    60    25     5     1
            1     6    30    85   170   236   236   170    85    30     6     1
         1     6    36   110   255   396   472   396   255   110    36     6     1
      1     7    42   146   365   651   868   868   651   365   146    42     7     1
   1     7    49   182   511  1001  1519  1716  1519  1001   511   182    49     7     1
1     8    56   231   693  1512  2520  3235  3235  2520  1512   693   231    56     8    1
```

Ca și la triunghiul lui Pascal, diagonalele marginilor exterioare ale triunghiului lui Lozanić sunt toate 1, iar majoritatea numerelor din interior sunt suma celor două numere de deasupra. Dar pentru numerele aflate pe poziții impare k în rândurile cu numere pare n (începând numerotarea pentru ambele cu 0), după adunarea celor două numere de deasupra trebuie scăzut numărul de la poziția (k − 1)/2 din rândul n/2 − 1 din triunghiul lui Pascal.
Diagonalele de lângă diagonalele de la margini conțin numerele întregi pozitive în ordine, dar fiecare număr întreg apare de două ori.
Spre interior, următoarea pereche de diagonale conține „sferturi de pătrate” sau numere pătrate și rectangulare intercalate.
Următoarea pereche de diagonale conține numerele alcan l(6, n). Următoarea pereche de diagonale conține numerele alcan l(7, n), următoarea numerele alcan l(8, n), următoarele numerele alcan l(9, n), l(10, n), l(11, n)), l(12, n) etc.
Suma elementelor de pe al n-lea rând al triunghiului lui Lozanić este {\displaystyle 2^{n-2}+2^{\lfloor n/2\rfloor -1}} (la OEIS sunt listate aproximativ primele treizeci de valori).
Sumele elementelor de pe diagonalele triunghiului lui Lozanić sunt, alternativ, {\displaystyle {F_{2n-1}+F_{n+1}} \over 2} și {\displaystyle {F_{2n}+F_{n}} \over 2}, unde Fx este al x-lea număr Fibonacci.
Conform așteptărilor, așezarea triunghiului lui Pascal peste triunghiul lui Lozanić și scăderea elementelor suprapuse produce un triunghi cu diagonalele exterioare formate din zerouri sau o variantă fără zerouri. Acest triunghi particular de diferențe are aplicații în studiul chimic al sistemelor poligonale catacondensate.